# Oana Țoiu
Oana-Silvia Țoiu (ur. 9 lipca 1985 w Călărași) – rumuńska polityczka, deputowana, od 2025 minister spraw zagranicznych.

## Życiorys
W 2009 ukończyła studia z komunikacji, PR i reklamy na Uniwersytecie Bukareszteńskim. Działała w organizacji studenckiej AIESEC, była m.in. jej przewodniczącą w Bukareszcie. W 2014 przebywała w Stanach Zjednoczonych jako stypendystka German Marshall Fund. Zawodowo zajmowała się koordynacją programów dotyczących przedsiębiorczości społecznej i zaangażowania obywatelskiego, brała udział w różnych projektach szkoleniowych i grupach doradczych.
Od sierpnia 2016 do stycznia 2017 pełniła funkcję sekretarza stanu w resorcie pracy, rodziny, ochrony socjalnej i osób starszych. W 2018 dołączyła do partii PLUS Daciana Cioloșa, później została działaczką Związku Zbawienia Rumunii. W 2020 po raz pierwszy uzyskała mandat posłanki do Izby Deputowanych. Z powodzeniem ubiegała się o reelekcję w wyborach w 2024.
W czerwcu 2025 objęła urząd ministra spraw zagranicznych w rządzie Ilie Bolojana.